# Tomasz Piotrowski (lekarz)
Tomasz Grzegorz Piotrowski – polski fizyk medyczny, profesor nauk medycznych i nauk o zdrowiu.

## Życiorys
W 1998 ukończył studia fizyczne na Uniwersytecie im. Adama Mickiewicza w Poznaniu, w 2003 obronił pracę doktorską pt. Napromienianie całej skóry techniką rotacyjno-dualną w leczeniu mycosis fungoides, której promotorem był prof. Julian Malicki, w 2015 habilitował się na podstawie pracy zatytułowanej Wpływ ruchomości międzyfrakcyjnej guza oraz tkanek zdrowych na wartości dawek deponowanych w trakcie radioterapii.  W 2021 uzyskał tytuł profesora nauk medycznych i nauk o zdrowiu.
Jest pracownikiem naukowym w Instytucie Fizyki na Wydziale Fizyki i Astronomii Uniwersytetu im. Adama Mickiewicza w Poznaniu, oraz w Katedrze i Zakładzie Elektroradiologii na Wydziale Medycznym Uniwersytetu Medycznego im. Karola Marcinkowskiego w Poznaniu.
W latach 2018-2022 sprawował funkcję wiceprezesa, a w latach 2022-2026 - prezesa Polskiego Towarzystwa Fizyki Medycznej im. Cezarego Pawłowskiego.